# Peter Kenez
Peter Kenez (ur. 5 kwietnia 1937 w Budapeszcie) – amerykański historyk węgierskiego pochodzenia, specjalizujący się w historii Rosji i Europy Wschodniej. 

## Życiorys
Urodził się na Wegrzech, gdzie przeżył holocaust. Jego ojciec zginął w Auschwitz, natomiast matka uniknęła deportacji. W 1956 roku wraz z matką wyjechał do Austrii.
Ukończył studia na Uniwersytecie w Princeton, a doktoryzował się na Uniwersytecie Harvarda pod kierunkiem znanego sowietologa Richarda Pipesa. Od 1966 profesor Uniwersytetu Kalifornijskiego w Santa Cruz. W swoim dorobku ma również prace na temat holocaustu i kina radzieckiego.

## Publikacje
- Hungary from the Nazis to the Soviets. The Establishment of the Communist Regime in Hungary 1944–1948, New York 2006.
- A History of the Soviet Union from the Beginning to the End, New York 2006 – nowa edycja (wyd. pol. Odkłamana historia Związku Radzieckiego, Warszawa 2008).
- Cinema and Soviet Society from the Revolution to the Death of Stalin, New York 2001.
- A History of the Soviet Union from the Beginning to the End, New York 1999.
- Varieties of Fear. Growing Up Jewish under Nazism and Communism, Washington 1995.
- The Birth of the Propaganda State: Soviet Methods of Mass Mobilization 1917-1929, New York - Cambridge 1985.
- Civil War in South Russia 1919-1920. The Defeat of the Whites, Berkeley 1977.
- Civil War in South Russia 1918. The First Year of the Volunteer Army, Berkeley 1971.

## Publikacje w języku polskim
- Odkłamana historia Związku Radzieckiego, przeł. Aleksandra Górska, Warszawa: Bellona 2008.

## Wykładowca
Na Uniwersytecie Kalifornijskim Peter Kenez wykłada: 
- Historia Rosji – średniowiecze
- Historia Rosji – cesarstwo
- Historia Rosji – XX w.
- Historia filmu radzieckiego
- Historia społeczna Żydów Europy Wschodniej
- Rewolucja rosyjska 1917-32
- Hitler a Stalin
- Historia społeczna i kulturowa Europa od 1789 do czasów współczesnych (odczyty)
- Historia Europy nowożytnej od roku 1914 do czasów współczesnych
- Holocaust – Zagłada Żydów Europejskich